# Ситник развесистый
Си́тник разве́систый, или расходя́щийся (лат. Júncus effúsus) — травянистое растение, вид рода Ситник семейства Ситниковые (Juncaceae).
Растение с ложнобоковым соцветием, обычно довольно рыхлым, реже почти головчатым. Формы с почти головчатым соцветием отличаются от близкого ситника скученного (Juncus conglomeratus) отсутствием вздутия в основании кроющего листа соцветия, отсутствием бугорка в углублении на верхушке коробочки при плодоношении, гладким стеблем (у второго вида стебель с продольными бороздками).

## Ботаническое описание
Многолетнее плотнодерновинное травянистое растение 50—120(150) см высотой. Стебли прямостоячие, жёсткие, гладкие, при высыхании — тонкобороздчатые, 1,5—3 мм толщиной, жёлто-зелёные или светло-зелёные, в основании со красно-коричневыми чешуевидными листьями.
Кроющий лист соцветия, продолжающий стебель, острый, 12—15 см длиной. В месте перехода стебля в кроющий лист особого вздутия нет.
Соцветия ложнобоковое, в виде зонтиковидной метёлки, с неравными веточками, повторно ветвящимися, иногда очень короткими и тогда почти головчатое. Цветки 2—2,8 мм длиной, с перепончатым яйцевидным прицветничком не более 1 мм длиной. Листочки околоцветника 2—2,5 мм длиной, линейно-ланцетные, зеленоватые или светло-ржаво-коричневые, с узкой плёнчатой каймой, почти равные по длине, или же наружные листочки немного длиннее внутренних.
Плод — косо обратнояйцевидная коробочка коричневого или желтоватого цвета, блестящая, на верхушке с углублением, из которого выходит остаток столбика пестика. Семена продолговато-яйцевидные, около 0,5 мм длиной.

## Распространение
Обладает коспомолитичным ареалом, распространён почти по всей Европе, в Азии, в Северной Америке, на островах Атлантического океана, в Австралии, на Мадагаскаре. Завезён в Новую Зеландию.
Встречается по сырым лугам и болотистым местам, по берегам водоёмов.

## Таксономия
Действительное описание (диагноз) Juncus effusus было опубликовано в книге Species plantarum (1753) Карла Линнея: Juncus culmo nudo stricto, panicula laterali — «ситник с голым прямым стеблем, с боковой метёлкой». Описан вид «из болотистых мест и гор Европы».

### Синонимы
- Juncus canariensis Willd. ex E.Mey., 1823
- Juncus communis E.Mey., 1819, nom. illeg.
- Juncus communis subsp. effusus (L.) Čelak., 1867
- Juncus fistulosus Guss., 1827
- Juncus glomeratus Thunb., 1784
- Juncus laevis Wallr., 1822
- Juncus laxus Robyns & Tournay, 1955
- Juncus oehleri Graebn., 1912
- Juncus polyanthemus Buchenau, 1895
- Juncus pylaei Laharpe, 1827
- и другие.